# Ольхи (Тамбовская область)
Ольхи — село в Сосновском районе Тамбовской области России. Административный центр Ольховского сельсовета.

## География
Ольхи расположено в пределах Окско-Донской равнины, у рек Ламочка и её притока Ольшанка. С востока и юго-востока примыкает деревня Гавриловка, с юга и юго-запада посёлок Карели.
Климат
Ольхи находится, как и весь район, в умеренном климатическом поясе, и входит в состав континентальной климатической области Восточно-Европейской равнины. В среднем в год выпадает от 350 до 450 мм осадков. Весной, летом и осенью преобладают западные и южные ветра, зимой — северные и северо-восточные. Средняя скорость ветра 4-5 м/с.

## История
Согласно Закону Тамбовской области от 17 сентября 2004 года № 232-З село возглавило образованное муниципальное образование Ольховский сельсовет.

## Население
| 2010 |
| ---- |
| 487  |

## Инфраструктура
Школа (с 2009 — филиал МБОУ Сосновской СОШ № 1), Дом культуры.

## Транспорт
Подъездная дорога к автодороге 68Н-049.